# طوازيط الجنوبية (عامر السفلية)
طوازيط الجنوبية هي إحدى مشيخات المملكة المغربية، تتبع جغرافيا لإقليم القنيطرة وإداريًا لعامر السفلية. يقدر عدد سكانها بـ 11348 نسمة حسب الإحصاء الرسمي للسكان والسكنى لسنة 2004.